# Miracavira
Miracavira là một chi bướm đêm thuộc họ Noctuidae.

## Các loài
- Miracavira annadora (Dyar, 1913)
- Miracavira brillians (Barnes, 1901)
- Miracavira sylvia (Dyar, 1913)

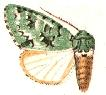
Miracavira brillians